# DENIS-P J1058.7-1548
DENIS-P J1058.7-1548 är en ensam stjärna i mellersta delen av stjärnbilden Bägaren. Den har en skenbar magnitud av +12,5 och kräver ett teleskop för att kunna observeras. Baserat på parallax på ca 66,5 mas beräknas den befinna sig på ett avstånd av ca 56,5 ljusår (ca 17,3 parsek) från solen.

## Egenskaper
DENIS-P J1058.7-1548 är en brun dvärg av spektralklass L3, använd sedan 1997 som standard för definition av klassen. Den har en massa som understiger 0,055 solmassa, en radie som är ungefär en solradie och har en effektiv temperatur av ca 1 850 K.
Stjärnan är tillräckligt sval för att tillåta molnbildning och variationer i dess luminositet i synligt och infrarött spektra tyder på förekomst av någon form av atmosfäriska moln.